# 톈궁위안역
톈궁위안역(중국어: 天宫院站)은 중국 베이징시 다싱구 톈궁위안 가도 신위안 대가·쓰먀오로 교차로에 위치한 베이징 지하철 다싱선 다싱선의 지하철역으로, 2010년 12월 30일에 개통하였다.

## 역명
톈궁위안역은 톈궁위안 마을(天宫院村)의 이름을 따서 명명되었다. "완서잡기《宛署杂记》" 기록 : 톈궁위안(天宫院)은 완핑현성(宛平县城) 남쪽으로 60화리(약 30km)의 거리이고, 이전에는 "스자좡(史家庄)"으로 알려졌는데, 금 장종이 식량을 포위하고 기르기 위해 마을에 왔다고 하여 톈궁위안으로 이름이 바뀌었다.

## 위치 및 이용 정황
톈궁위안역은 신위안 대가(新源大街)와 톈푸로(天府路)(현, 쓰먀오로(思邈路))의 교차점에 위치하며, 역의 북서쪽은 쇼핑센터이고, 북동쪽, 남동쪽, 남서쪽은 주거지역이다.
이 역은 다싱선의 최남단 역이기 때문에 많은 북표인(北漂人)들이 이 역 근처를 임대하기로 선택하는 경우가 많다. 또한, 이 역에는 구안현(固安县)((2021년 12월 26일 공식 번호 940)을 오가는 버스 노선도 있다. 시작과 끝이 있어, 베이징의 일부 사람들은 구안(固安)을 베드타운으로 간주하기도 한다. 이로 인하여, 근로자들은 출근길에 이 노선을 타고 베이징의 다른 지역으로 이동하기 위해 지하철로 환승하게 된다. 매일 이 버스 노선을 통해 구안과 지하철 톈궁위안역 사이를 오가는 승객이 3,000 ~ 4,000명에 이르고, 그리고 일부 승객은 구안에서 이 역까지 카풀을 선택한다. 승객을 유인하기 위해 역 밖에는 불법 운행 차량이 종종 존재한다.

## 역 구조
본 역은 섬식 승강장 구조의 지하역이다. 출입구는 4개이다 : A(북서), B(북동), C(남동), D(남서). 역 밖에는 7,000㎡ 규모의 P + R 주차장이 있다.

### 층별 구조
| 지면층             | 지면                            | A-D출입구                                        |
| 지하 1층 대합실 층 | 대합실                          | 고객센터, 자동 발매기, 출입 게이트               |
| 지하 2층 승강장 층 | ←                               | ■ 다싱선 안허차오 북 (4호선) 방면 (생물의약기지) |
| 지하 2층 승강장 층 | 섬식 승강장, 왼쪽 출입문이 열림 |                                                  |
| 지하 2층 승강장 층 | →                               | ■ 다싱선 하차 전용 승강장                        |

## 출입구
|                         |                                                   |                                                           |      |             |  |
| 출구                    | 지시                                              | 출구 인근                                                 | 사진 | 무장애 시설 |  |
| 出口 · A                | 신위안 대가(新源大街) 서측                        | 쓰먀오로(思邈路) 북측, 카이더몰·톈궁위안(凯德MALL·天宫院) |      | 빈칸        |  |
| 出口 · B                | 신위안 대가(新源大街) 동측, 쓰먀오로(思邈路) 북측 |                                                           |      | 빈칸        |  |
| 出口 · C                | 신위안 대가(新源大街) 동측, 쓰먀오로(思邈路) 남측 | 다싱구 제6유치원(大兴区第六幼儿园)                        |      | 빈칸        |  |
| 出口 · D                | 쓰먀오로(思邈路) 남측                             |                                                           |      |             |  |
| 아이콘 설명: 엘리베이터 |                                                   |                                                           |      |             |  |

## 역사
본 역은 다싱선의 초기 계획 당시 "난자오루역"(南兆路站)으로 불렸으며 원래는 고가역으로 계획되었다가, 공사가 시작되기 전에 지하역으로 변경되었다. 2009년 10월 30일, "궤도교통 다싱선 역명 계획 방안 및 지침"에 따라 이 역은 톈궁위안 역으로 이름이 바뀌었다.
베이징시 정부 관련 부서의 요구 사항에 따라 전염병 예방 및 통제의 필요성으로 인해 이 역은 2021년 1월 20일 첫 열차부터 폐쇄되었고 운행이 중단되었다. 2021년 2월 10일 오전 10시부터 톈궁위안 가도 룽후이 지구가 저위험 지역으로 축소됨에 따라 이 역은 운영을 재개하였다.